# الحروب السلجوقية البيزنطية

الإمبراطورية السلجوقية في أقصى اتساع لها في عام 1092 ميلاديا.

الحروب السلجوقية البيزنطية (بالتركية: Bizans-Selçuklu Savaşları) هي سلسلة من الحروب الحاسمة والتي نقلت موازين القوى في آسيا الصغرى وسوريا من الإمبراطورية البيزنطية إلى السلاجقة الأتراك من آسيا الوسطى. قادمين من سهوب آسيا الوسطى طبق السلاجقة الأتراك التكتيكات التي مارسها الهون قبل ذلك بمئات الأعوام ضد الخصم الروماني ولكنهم أضافوا إليها النزعة الإسلامية الجديدة. بطرق متعددة أكمل السلاجقة الأتراك الفتح الإسلامي بعد حروب العرب والبيزنطيين والتي بدأها الخلفاء الراشدون والأمويون والعباسيون في بلاد الشام وشمال أفريقيا وآسيا الصغرى.
اليوم تعتبر معركة ملاذكُرد هي اللحظة التي خسر فيها البيزنطيون الحرب ضد الأتراك على الرغم من أن الجيش البيزنطي كان في حالة سيئة قبل عام 1071 حيث أضافت غارات الأتراك العادية على النظام الفاشل. حتى بعد ملاذكرد لم ينتهي حكم البيزنطيون في آسيا الصغرى حالا ولا تم تقديم أي تنازلات من قبل البيزنطيين إلى الأتراك بل استغرق الأمر 20 عاما قبل أن يحكم الأتراك كامل شبه جزيرة الأناضول وليس لفترة طويلة.
أثناء الحرب هاجم السلاجقة الأتراك وحلفاؤهم الخلافة الفاطمية في مصر واستولوا على القدس مما أدى إلى الحملة الصليبية الأولى. مساعدة الحملة الصليبية للإمبراطورية البيزنطية كانت ممزوجة بالغدر والنهب على الرغم من الفوائد النسبية التي تحققت في الحملة الصليبية الأولى. في خلال مائة عام من ملاذكرد نجح البيزنطيون (بمساعدة الحملات الصليبية) في دفع الأتراك للخلف من سواحل آسيا الصغرى كما امتد تأثيرهم إلى فلسطين وحتى إلى مصر. لاحقا لم يستطع البيزنطيون تقديم أي مساعدة وأدت الحملة الصليبية الرابعة إلى نهب القسطنطينية. قبل أن يتلاشى الصراع تمكن السلاجقة من الاستيلاء على المزيد من الأراضي من إمبراطورية نيقية الضعيفة حتى تم الاستيلاء على السلطنة نفسها بواسطة المغول مما أدي في النهاية إلى الحروب العثمانية البيزنطية الحاسمة.

## الأصل

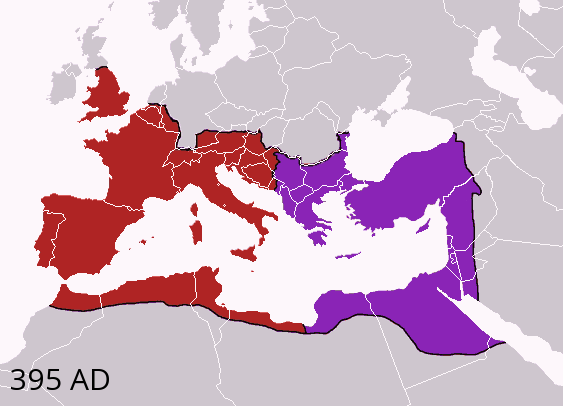
تقسيم الإمبراطورية الرومانية بعد وفاة ثيوديوسيوس الأول حوالي عام 395 ميلاديا.

الإمبراطورية البيزنطية في عام 1025 ميلاديا عند وفاة باسيل الثاني

يرجع الأصل للحروب البعيدة إلى تكوين الإمبراطورية البيزنطية من انهيار الإمبراطورية الرومانية في القرن الرابع الميلادي. قبل تكوين الإمبراطورية البيزنطية في القرن الثالث الميلادي كانت الإمبراطورية الرومانية تواجه أزمات عسكرية وسياسية شديدة حيث أدت الاغتيالات السياسية والحملات الخطيرة إلى تتويج 32 إمبراطور وسقوطهم في 50 عاما فقط من التاريخ الروماني. أصبحت الأمور أسوأ مع ظهور مشاكل اقتصادية وديموجرافية حيث بدأ تعداد سكان الإمبراطوية الرومانية في السقوط في القرن الرابع بسبب نقص الغزوات مما أدى إلى نقص العبيد  وهم مجموعة هامة في الإمبراطورية. أدت الإصلاحات التي قام بها الإمبراطور قسطنطين الأول وثيودوسيوس الأول إلى إطالة عمر الإمبراطورية الرومانية إلا أن الإمبراطورية انقسمت في النهاية إلى نصف شرقي ونصف غربي في عام 395 ميلاديا. تم اجتياح النصف الغربي (الإمبراطورية الرومانية الغربية) بواسطة البرابرة ليسقط في عام 476 ميلاديا بينما نجا النصف الشرقي وبدأ التحول نحو الهلينية  ليتحول إلى ما يسميه المؤرخون حاليا باسم الإمبراطورية البيزنطية. على عكس النصف الغربي من الإمبراطورية الرومانية عانى النصف الشرقي من عدد أقل من غزوات البرابرة على الرغم من أن الحروب مع الهون والفرس جعلت الإمبراطورية مشغولة عن تحقيق أي محاولة حقيقية في التعافي في الغرب.
في القرنين السابع والثامن واجه البيزنطيون العديد من الغزوات العربية ليفقدوا العديد من الأقاليم المهمة مثل مصر وبلاد الشام. ظهور البيزنطيين تحت حكم الأسرة المقدونية مكن البيزنطيين من غزو أجزاء من سوريا وبلاد ما بين النهرين، خاصة جهود باسيل الثاني والذي بين القرنين العاشر والحادي عشر حول الإمبراطورية إلى أقوى دولة في عالم القرون الوسطى.
على الرغم من ذلك فقد كان البيزنطيون أبعد ما يكون من الأمان. فمع وفاة باسيل الثاني أتى إلى الحكم عدة أباطرة فشلوا في حماية الإمبراطورية من المخاطر الخارجية. أكبر خطر على الإمبراطورية منذ الغزو العربي كان غزو الأتراك. كان الأتراك مشابهين لأعداء البيزنطيين السابقين: الهون. فبمزج مهاراتهم الرائعة في ركوب الخيل مع الحماسة والنزعة الإسلامية -تحول الأتراك إلى الإسلام في القرنين السابع والثامن  - أصبح الأتراك أعداء للإمبراطورية المسيحية الضعيفة.
بينما كان البيزنطيون يحققون التقدم ضد العرب في القرن العاشر، كانت فارس تُحكم بواسطة الدولة الغزنوية وهم شعب آخر من الأتراك. أدى هجرة السلاجقة الأتراك في القرن العاشر إلى فارس إلى سقوط الدولة الغزنوية حيث استقروا هناك واستخدموا اللغة والعادات الفارسية.  أسس السلاجقة حكما قويا واستولوا على بغداد في عام 1055 من الخلافة العباسية لتصبح الخلافة العباسية قائدا صوريا في العالم الإسلامي. متحفزين بنجاحهم السابق أطلق السلاجقة الأتراك هجوما على بلاد الشام وضد الخلافة الفاطمية في مصر والتي خسرت القدس في عام 1071. 
لم تحدث المواجهات بين السلاجقة الأتراك والإمبراطورية البيزنطية حتى بعد فترة حكم باسيل الثاني. إلا أن نتائج حرب أخرى –الحروب البيزنطية الجيورجية- تأثرت بطريقة ما بغارات السلاجقة الأتراك في جورجيا لذا فمن المستبعد أنهم لم يُسمع بهم. 
عندما واجهة السلاجقة الأتراك البيزنطيين، اختاروا وقتا مناسبا للهجوم حيث كانت الإمبراطورية البيزنطية تعاني من الحكم الضعيف وغزوات النورمان  والانشقاق العظيم بينما كانت الخلافة العباسية قد أصبحت ضعيفة للغاية نتيجة لحروبها مع الخلافة الفاطمية. 

## بداية النزاع 1064-1071

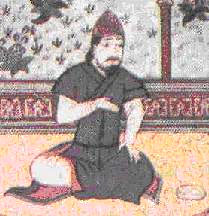
قاد ألب أرسلان السلاجقة للفوز على البيزنطيين في عام 1071

منذ بداية القرن الحادي عشر أصبح السلاجقة الأتراك من آسيا الوسطى يتوسعون ناحية الغرب  حيث هزموا العديد من طوائف العرب واحتلوا مقر قوة الخلافة العباسية في بغداد.  في نفس الوقت كان البيزنطيون يحققون بعض المكاسب في بلاد ما بين النهرين وسوريا. في عام 1067 غزا السلاجقة الأتراك آسيا الصغرى حيث هاجموا كاسارا وفي عام 1069 هاجموا قونية. قام البيزنطيون بهجمة مضادة في 1069 مما دفع السلاجقة للخلف من هذه الأراضي.  الهجوم المستمر للبيزنطيين دفع السلاجقة للخلف عبر الفرات.
على الرغم من ذلك استمر السلاجقة الأتراك في غاراتهم في آسيا الصغرى واستولوا على ملاذكرد. قاد الإمبراطور البيزنطي رومانوس ديوجينيس جيشا في محاولة لتحقيق ضربة حاسمة ضد السلاجقة وإضافة بعض التبرير العسكري لحكمه (والذي شهد خسارة جنوب إيطاليا لصالح غزوات النورمان). أثناء السير انسحب ألب أرسلان قائد السلاجقة الأتراك من ملاذكرد. سمح له انسحابه التكتيكي بنصب الكمين للبيزنطيين ليستولي على ملاذكرد بعدها بفترة قصيرة.  الانتصار نفسه حقق القليل من المكاسب للسلاجقة في وقتها إلا أن الفوضى الشعبية التي نشبت في الإمبراطورية البيزنطية سمحت للسلاجقة والعديد من الحلفاء الأتراك الآخرين بالتدفق إلى آسيا الصغرى.

## فتوحات الأتراك: 1071-1096

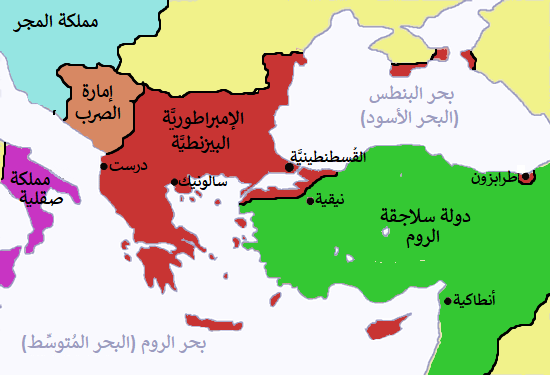
الإمبراطورية البيزنطية في 1081. كانت الإمبراطورية في أزمة مالية في ذلك الوقت مما تتطلب فرض ضرائب على جزء صغير من الشعب لزيادة التحصينات

بعد ملاذكرد ركز السلاجقة الأتراك على كسب أراضي في الجهة الشرقية والتي كانت تحت تهديد الخلافة الفاطمية في مصر على الرغم من تشجيع ألب أرسلان الحلفاء الآخرين من الأتراك لإكمال الاستيلاء على إمارت الأناضول في آسيا الصغرى. لم ير العديد من البيزنطيين الانتصار ككارثة هائلة وعندما بدأ الأتراك فتح الأراضي الريفية بدأ البيزنطيون بوضع حاميات على المدن ليس كغزاة أجانب بل كمرتزقة طُلبوا من قبل العديد من الفصائل البيزنطية. حتى أن أحد الأباطرة البيزنطيين أعطى دفاعات مدينة نيقية إلى الأتراك في 1078.
كانت نتيجة الحرب الأهلية هي أن المطالبين بعرش الإمبراطورية البيزنطية سعوا إلى مساعدة الأتراك عن طريق التنازل عن الأراضي البيزنطية. أدى خسارة هذه المدن مثل نيقية وهزيمة أخرى في الأناضول إلى إطالة الحرب. انتهى النزاع الأهلي أخيرا عندما قاد ألكسيوس الأول كومنينوس قوات الإمبراطورية ليخمد الثورات في آسيا الصغرى ثم يصبح نفسه ثائرا ويستولي على العرش البيزنطي في 1081. على الرغم من الإصلاحات العاجلة التي قام بها ألكسيوس إلا أنه خسر أنطاكية وإزمير في 1084.  إلا انه وبين عامي 1078 و1084 أصبحت المدينة في أيدي فيلاريتوس بركاميوس وهو مارق أرميني. بحلول عام 1091 فُقدت المدن البيزنطية في آسيا الصغرى والمتبقية من ألكسيوس. إلا أن الأمر لم يكن خسارة كاملة للبيزنطيين. ففي عام 1091 هُزم تحالف السلاجقة والبجنالك في حصارهم للقسطنطينية كما تم دفع غزوات النورمان بالإضافة إلى السماح للإمبراطورية للتركيز على طاقاتها ضد الأتراك. استطاع البيزنطيون استعادة الجزر الإيجية من زاخاس ودمروا أسطوله، بل قاموا أيضاً باستعادة الساحل الجنوبي لبحر مرمرة في 1094.
في 1094 أرسل ألكسيوس كومنينوس رسالة إلى البابا أوربانوس الثاني يطلب منه أسلحة ومؤن وقوات مدربة. في مجلس كليرمونت في 1095 أقر البابا حملة صليبية من أجل استعادة القدس وفي الطريق مساعدة الإمبراطورية البيزنطية التي لا تستطيع حماية المسيحية في الغرب أكثر من ذلك من العدوان الإسلامي. على الرغم من أن الحملة الصليبية ستساعد البيزنطيين على استعادة العديد من المدن في الأناضول، إلا أنها ستؤدي أيضا إلى تفكك الإمبراطورية في 1204 في الفترة التي كان فيها البيزنطيون يعانون من أجل الحفاظ على أراضيهم.

## بيزنطة تنجو: 1096-1118
وصلت الحملة الصليبية الأولى في 1096 بعد ميل ألكسيوس إلى الغرب. كان الاتفاق بين البيزنطيين والحملة هو أن أي مدينة بيزنطية يتم استعادتها من الأتراك يتم تسليمها إلى الإمبراطورية.

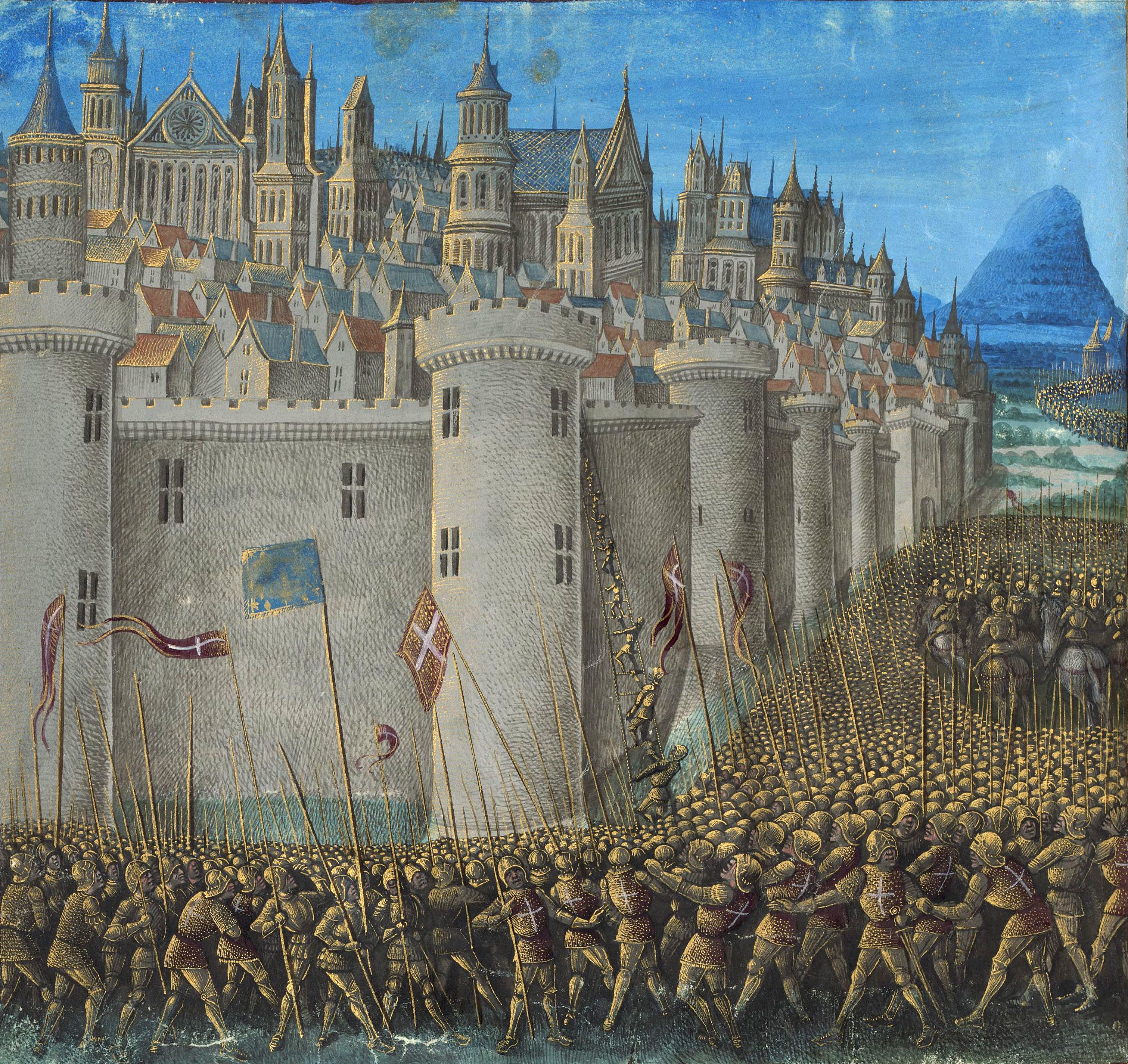
رسم من القرن الخامس عشر يصور الصليبيين في دروعهم أثناء حصار أنطاكية.

كان هذا مفيدا للحملة حيث أنه لم يتحتم عليهم ترك حاميات على المدن التي استعادوها مما يضعف من قوتهم بالإضافة إلى الحفاظ على خطوط الإمداد. البيزنطيون وفي المقابل سيمدون الحملة بالطعام في أراضي الأعداء وستعمل قوات ألكسيوس كقوات احتياطية تقوم بتعزيزهم في أي وضع خطير. اتجهت الحملة أولا إلى استعادة نيقية في 6 مايو 1097. . لم يستطع قلج أرسلان الأول مساعدة الأتراك هناك بسبب الأعداد الهائلة للحملة الصليبية، وبعد هزيمة صغيرة أخرى اقتنع قلج أرسلان بالانسحاب وترك المدينة للبيزنطيين في 19 يونيو. بعد الانتصار الحاسم في معركة دوريلايوم  فُتحت آسيا الصغرى أمام البيزنطيين ليهاجموها: سوزوبوليس وفيلوميليوم وقونية وأنطاكية بيسيديا وهيراكليا وقيصرية  سقطوا جميعا في أيدي الصليبيين ووصلوا إلى صقلية حيث تحالفوا مع الأرمن الصقليين.
لسوء حظ أليكسيوس كومنينوس لم يستطع البيزنطيون الاستفادة من هذه الغزوات حيث عادة قيصرية إلى السلاجقة كجزء من سلطنة السلاجقة الروم بالإضافة إلى عدة مدن أخرى مثل إيقونية العاصمة المستقبلية للسلاجقة الروم. إلا أن حملة بقيادة جون دوكاس في 1097 والذي قادها في البحر والبر وقام بتعزيز الحكم القوي للإمبراطورية البيزنطية لساحل بحر إيجة والعديد من المقاطعات البرية في غرب الأناضول حيث أخذ مدن سميرنا وأفسس وسارد وآلاشهر ولاوديكيا وحصن كوما من الأتراك. 
بعد انتصاراتهم انطلق الصليبيون إلى حصار أنطاكية وهي مدينة تحت حُكم السلاجقة. حدد الحصار نهاية مساعدة الصليبيون للبيزنطيين بسبب ادعاءات ستيفن الثاني كونت بلوا. أرسل كربغا السلجوقي حاكم الموصل جيشا ضخما من 75000 لإنهاء حصار أنطاكية إلا ان حصار إديسا (وهي مدينة كانت قد سقطت في أيدي الصليبيين) أعطى الصليبيين الوقت للاستيلاء على أنطاكية في 3 يونيو 1098  قبل وصول كربغا بيوم واحد. على الرغم من ذلك فقد استطاعت قوات كربغا الوصول إلى القلعة  حيث حدث قتال عنيف ووحشي انتهى بأن استطاع الصليبيون دفع قواته. في هذه النقطة، هرب ستيفن كونت بلوا ووصل إلى ألكسيوس كومنينوس ليحذره من أن الصليبيين دُمروا وأُجبر الإمبراطور البيزنطي على العودة.
كنتيجة لعودة ألكسيوس الأول، رفض الصليبيون تسليم أنطاكية إليه عندما قاموا بهزيمة ما تبقى من قوات كربغا المشتتة. بعد هذا الاستياء توقف الصليبيون عن مساعدة البيزنطيين ضد السلاجقة وحلفائهم. حملة صليبية أخرى حدثت في 1101 بعد نجاح الحملة الأولى إلا أنه انتهت بهزيمة ساحقة  كما اتحدت قوات السلاجقة في آسيا الصغرى في إيقونية (حديثا مدينة قونية) حيث اعتبروها عاصمة لسلطنة السلاجقة الروم.

## هجوم البيزنطيين المضاد 1118-1176

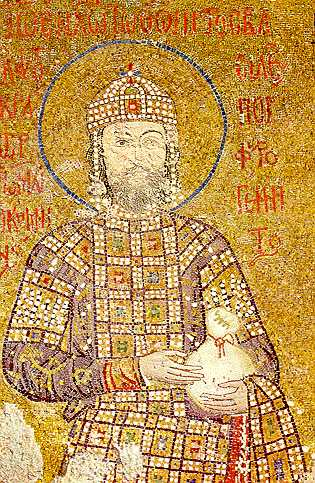
يوحنا الثاني كومنين أعظم القادة العسكريين البيزنطيين منذ باسيل الثاني. استطاع يوحنا استغلال ضعف الأتراك مستخدما الجيش الهش الذي ورثه من والده ألكسيوس الأول كومنينوس

### يوحنا الثاني كومنين
بعد موت ألكسيوس الأول أتي يوحنا الثاني كومنين إلى الحكم. في هذا الوقت كان تحالف السلاجقة الأتراك مفككا. في هذا الوقت كانت سلطنة سلاجقة الروم مشغولين في قتال حلفائهم السابقين الدانشمنديين. استطاع يوحنا الثاني استغلال هذا لصالحه حيث أطلق العديد من الحملات في الأناضول وسوريا. استطاع يوحنا الثاني الاستيلاء على الساحل الجنوبي للأناضول ليصل حتى أنطاكيا حيث هزم محاولة من عائلة الجبرا لتكوين دولة لهم في تريبيزوند كما استولى على أرض سلالة كومنين في كساتامونو. على الرغم من ذلك فقد كانت دفاعات الأتراك قوية ولم يستطع يوحنا الاستيلاء على عاصمتهم في قونية مدينة جانجرا والتي استولى عليها في 1130 ليفقدها ثانية بعد أن تركها الإمبراطور تاركا حماية عسكرية عليها مؤلفة من 2000 جندي فقط.
استهلك يوحنا الكثير من الوقت والجهد في سلسلة من الحملات في سوريا والتي شهدت تفوقه على الممالك الصليبية الموجودة خاصة في إديسا وأنطاكية لكنها لم تؤدي إلى كسب أراض تبقي في أيدي الإمبراطورية البيزنطية على المدى الطويل. قام الإمبراطور بتقوية الجيش البيزنطي عن طريق إضافة المزيد من الكتائب وبناء المزيد من القلاع وزيادة التحصين ومعسكرات التدريب في الأراضي البيزنطية. إلا ان مقدار المؤن التي وصلت إلى سوريا كانت أكثر بكثير من الأناضول مما يؤكد على أن يوحنا اعتبر الهيبة أهم من الغزو طويل المدى. في 1143 أدت إصابة الإمبراطور أثناء الصيد إلى حرمان الإمبراطورية من تحقيق المزيد من التقدم. 

### مانويل كومنينيوس
مات يوحنا الثاني في 1143 تاركا الإمبراطورية البيزنطية بجيش قوي واحتياطي جيد من الأموال وهيبة أفضل. إلا أن الإمبراطور الجديد مانويل كومنينوس اتجه بكامل اهتمامه ناحية المجر وإيطاليا وصربيا والدول الصليبية بدلا من الأناضول. في حين كان مانويل ناجحا بشكل كبير في صد الهجمات على الإمبراطورية والاحتفاظ بالبلقان، إلا أن سياسته في إيطاليا كانت فاشلة كما تم انتقاد إنفاقه الباهظ على حكمه خاصة من قبل المؤرخ البيزنطي كونياتس. في هذه الأثناء استطاع السلاجقة الأتراك قهر أعدائهم الدنشمانديين تحت قيادة قلج أرسلان الثاني. هذا أدى إلى دولة تركية مركزية قوية تتركز في قونية مما أدى إلى وضع أسوأ بالنسبة للبيزنطيين عن وضعهم تحت يوحنا الثاني.

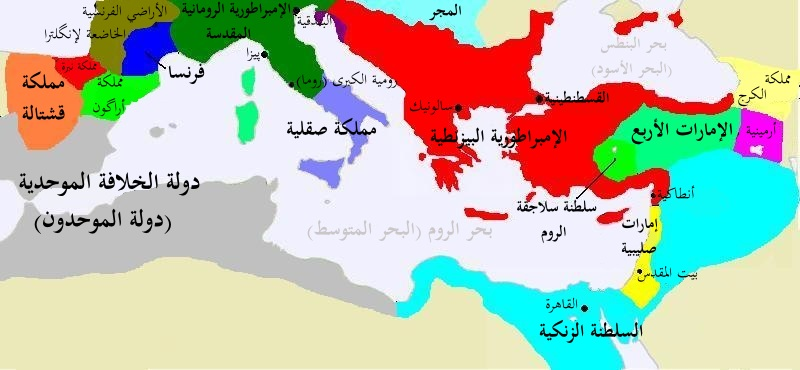
الأراضي البيزنطية باللون الأحمر وسلطنة إيقونية والإمارات الأربعة في 1180 ميلاديًا. بسبب طبيعة الحرب والجغرافيا فقد تغيرت الحدود كثيرًا وكثيرًا ما غزا أحد الطرفين أراضي الآخر.

في هذا الوقت لم تكن سياسات مانويل بدون ميزات حيث أنشأ الإمبراطور تواجدا سلميا مع السلطان وقام بسياسات مثل السماح للأتراك بالدفع مقابل الرعي في الأراضي البيزنطية قاصدا بوضوح ردع وإيقاف الغزوات. إلا أن قلج أرسلان رفض تسليم مدينة سيفاس كما نص الاتفاق مع مانويل ليعلن الإمبراطور الحرب في 1176 ويقود جيشا ضخما ما يقرب من 30000 مقاتل إلى الأرضي السلجوقية وفي نيته الاستيلاء على العاصمة إيقونية. إلا أن القوة البيزنطية تعرضت لكمين في الجبال مما أدى إلى خسارات كبيرة لكلا الطرفين. أدت هذه المعركة –معركة ميريوكيفالون- إلى إلغاء الحملة البيزنطية.
لم تكن المعركة حاسمة تكتيكيًا حيث كان كلا القائدين يطمحون إلى السلام. بعد ذلك استمرت قوات مانويل بمناوشة الأتراك في الأناضول حيث هزموهم في معركة أصغر في وادي مينيدر ولكنها لم تكن حاسمة أيضًا. على الرغم من فترة الراحة القصيرة هذه إلا أن ميريوكيفالون كان لها نتائج أكثر حسمًا أكثر مما يوحي به عدد القتلى حيث لن يكون هناك أي غزو بيزنطي آخر في آسيا الصغرى بعد 1176. بالنسبة للسلاجقة الأتراك فقد أعطاهم الفوز على الدنشمانديين أراضً مما دفعهم إلى عقد معاهدة سلام مع البيزنطيين كما أراد كلا القائدين. طبقًا لنصوص المعاهدة فعلى مانويل أن يسحب جيوشه وتحصيناته في دورلايوم وسوبلايوم.
إلا أن مانويل كومنينوس رفض مما دفع قلج أرسلان إلى محاولة فرض شروطه حيث قام جيشه بغزو الأراضي البيزنطية ليستولى على سلسلة من المدن البيزنطية ليصل إلى ساحل بحر إيجة مدمرًا قلب التحكم البيزنطي في هذه المنطقة، إلا أن يوحنا فيتاتزيس والذي أرسله الإمبراطور لصد هذا الهجوم التركي نجح في نصب كمين وتحقيق انتصار على الأتراك في معركة هيليون وليموشير في وادي مينيدر. قٌتل القائد التركي والكثير من قواته عند محاولتهم الهرب وتم استعادته معظم ما تم نهبه، وهو حدث يعتبره العديد من المؤرخين كدليل على قوة الجيش البيزنطي في ذلك الوقت وأن البرنامج الدفاعي في آسيا الصغرى كان ناجحًا. بعد هذا الانتصار قاد مانويل نفسه جيشاً صغيراً لدفع الأتراك بعيدا عن باناسيوم ولاسيريوم جنوب كوتاهية. إلا أنه وفي 1178 انسحب الجيش البيزنطي بعد مقابلته لقوة تركية في هيريكية مما سمح للأتراك بالاستيلاء على الكثير من الماشية. قام الأتراك بحصار كلوديوبوليس في بيثينيا في 1179 مما أجبر مانويل على قيادة قوة صغيرة من الفرسان لإنقاذ المدينة ولاحقاً في 1180 نجح البيزنطيون في تحقيق نجاح ضد الأتراك.
إلا أن الحروب المستمرة كان لها تأثير خطير على صحة مانويل حيث ساءت صحته ومات في 1180 بسبب حمى بطيئة. علاوة على ذلك ومثل ملاذكرد بدأ التوازن بين القوتين بالميل حيث لم يهاجم مانويل الأتراك ثانية وبعد موته بدأ الأتراك التقدم أكثر وأكثر ناحية الغرب عميقاً داخل الأراضي البيزنطية.

## الانهيار البيزنطي 1180-1308
لم يؤدي موت مانويل الأول كومنين إلى إنهاء سلالة الكومنينون، إلا أن ابن مانويل أظهر أنه غير قادر على الحفاظ على إمبراطورية مُثقلة بالنفقات الهائلة بسبب حملات والده الضخمة. في 1183 خُلع ألكسيوس الثاني كومنينوس وتم استبداله بأندرونيكوس الأول كومنينوس. إلا أن محاولته لاستكمال عسكرية الإمبراطورية أدى إلى تعذيبه والتمثيل به في 3 أيام من الإهانة في العامة وأخيرا موته في 1185.  ومع إظهار الكومنينون أنهم غير معصومون، سقط كل من سوزوبوليس وأنقرة وهيراكليا في أيدي قلج أرسلان الثاني ليحصد ثمار معركة ميريوكيفالون أخيرا.

الإمبراطورية البيزنطية باللون البنفسجي والسلاجقة الروم باللون الأخضر في 1180. على الرغم من وجود نظام عسكري جيد لم تستطع سلالة كومنين طرد السلاجقة خارج آسيا الصغرى.

بعد هذا الاضطراب، حكم الإمبراطورية البيزنطية مجموعة من الأباطرة الفاسدين أو غير المؤهلين بين 1185 و1204 والذين فشلوا في حماية حدود الإمبراطورية. أدى هذا الضعف في الحكم الإمبراطوري إلى إعلان مملكة أرمينيا الصغرى وإمارة أنطاكية استقلالهم عن الإمبراطورية البيزنطية حيث أعلنت إمارة أنطاكية ذلك في 1180  بينما وضعت مملكة أرمينيا الصغرى الأمير ليو الثاني على العرش في 1187. 
في هذا الوقت بدأت الإمارات الصليبية في فلسطين في السقوط في أيدي صلاح الدين مما أدى إلى الحملة الصليبية الثالثة. هذا أدى إلى ضياع الفرصة من أمام الإمبراطورية الرومانية المقدسة والإمبراطورية البيزنطية لتحقيق مكاسب حقيقية في الشرق الأوسط. كما أكد الإمبراطور البيزنطي إسحاق الثاني على عدم كفاءته في الحكم بأن وعد صلاح الدين بعد السماح للحملة الصليبية الثالثة بعبور الأناضول (بالرغم من امتلاكه قوة عسكرية صغيرة لا تسمح له بالحفاظ على وعده) وعندما سمح للحملة الصليبية الثالثة بالمرر بسبب تهديدات فريدريش الأول بربروسا، فشل في الاستفادة من نهب الصليبيين لإيقونية والتي كان من شأنه عكس تأثير الهزيمة في ميريوكيفالون.
بالنسبة لإمبراطورية محاطة بالأعداء، كان سقوط الإمبراطورية البيزنطية احتمالا واردا وفي 1204 تم نهب مدينة القسطنطينية بواسطة الحملة الصليبية الرابعة دافعين الإمبراطورية إلى فترة أخرى من الفوضى. السلاجقة الروم وتحت قائد جديد هو كخيسرو الأول حاولوا استغلال الموقف وهاجموا ميناء أنطالية في 1207 ليستولوا عليها من إمبراطورية نيقية المنقسمة.  إلا أنه تم تغيير المد في 1210 عندما قُتل السلطان نفسه في معركة واحدة بواسطة إمبراطور نيقية في معركة أنطاكية ومن ذلك الحين أصبحت الجهة الشرقية مستقرة إلى حد ما.  في 1243 أطاح الغزو المغولي القوة السلجوقية في الأناضول. بعد ثلاث سنوات وبوفاة كخيسرو الثاني وُضع ابنه صاحب الثلاث سنوات على العرش.  اندلعت نزاعات أهلية ثانية في سطنة الروم مما سمح لإمبراطورية نيقية باستعادة القسطنطينية من الإمبراطورية اللاتينية في 1261.  في 1283 أخذت إمبراطورية الروم نصيبها من الحروب الأهلية وتم حلها تماما في 1308. تم الاستيلاء على إيقونية لبعض الوقت بواسطة إمارة قرمان وهم شعوب تركية أخرى. نهاية السلطنة لم تؤدي إلى نهاية الصراع بين البيزنطيين والأتراك حيث أن تزايد قوة أحد نبلاء السلطنة وهو عثمان أدى إلى ظهور الإمارة العثمانية (الإمبراطورية العثمانية لاحقا) مما أدى إلى الحروب البيزنطية العثمانية وهي استمرار للمواجهات بين الأتراك والبيزنطيين والتي أدت في النهاية إلى سقوط الإمبراطورية البيزنطية والهيمنة الإسلامية في الأناضول.

## للمزيد من المطالعة
- Bentley، Jerry H.؛ Ziegler، Herbert (2006). Traditions & Encounters a Global Perspective on the Past (ط. 3rd). Boston: McGraw–Hill. ISBN:0-07-295754-9.
- Cahen، Claude (1968). Pre-Ottoman Turkey: A General Survey of the Material and Spiritual Culture and History c.1071-1330. New York: Taplinger.
- Chahin، Mark (2001). The Kingdom of Armenia. London: Routledge. ISBN:0-7007-1452-9.
- Grant، R. G. (2005). Battle a Visual Journey Through 5000 Years of Combat. London: Dorling Kindersley. ISBN:1-4053-1100-2.
- Haldon، John (2002). Byzantium at War: AD 600–1453. Oxford: Osprey. ISBN:1-84176-360-8.
- Madden، Thomas F. (2005). Crusades the Illustrated History (ط. 1st). Ann Arbor: University of Michigan Press. ISBN:0-472-03127-9.
- Mango، Cyril (2002). The Oxford History of Byzantium (ط. 1st). New York: Oxford University Press. ISBN:0-19-814098-3.
- Parker، Geoffrey (2005). Compact History of the World (ط. 4th). London: Collins. ISBN:0-00-721411-1.
- Phillips، Jonathan (2014). The Crusades, 1095-1204. New York: Routledge. ISBN:978-0-415-73636-7.
- Sherrard، Philip (1966). "Great Ages of Man Byzantium". New York: Time-Life Books. {{استشهاد بدورية محكمة}}: الاستشهاد بدورية محكمة يطلب |دورية محكمة= (مساعدة)
- Vryonis، Speros (1971). The Decline of Medieval Hellenism in Asia Minor and the Process of Islamization from the Eleventh through the Fifteenth Century. Berkeley: University of California.